# All Mixed Up (Korn)
All Mixed Up è il primo EP del gruppo musicale statunitense Korn, pubblicato il 16 novembre 1999 dalla Epic Records e dalla Immortal Records.

## Descrizione
Pubblicato in concomitanza con il lancio del quarto album Issues, l'EP contiene la versione radiofonica del singolo A.D.I.D.A.S., due remix, una versione dal vivo di Twist/Chi e l'inedito Jingle Balls, parodia del canto popolare natalizio Jingle Bells.

## Tracce
1. A.D.I.D.A.S. (Radio Mix) – 2:34
2. Good God (Dub Pistols Mix) – 6:20
3. Got the Life (Josh Abraham Remix) – 4:01
4. Twist/Chi (Live) – 5:05
5. Jingle Balls – 3:27

## Formazione
Gruppo
- Jonathan Davis – voce, cornamusa
- Fieldy – basso
- Munky – chitarra
- Head – chitarra
- David – batteria

Produzione
- Ross Robinson – produzione (tracce 1 e 2)
- Steve Thompson – produzione (tracce 3 e 5)
- Toby Wright – produzione (tracce 3 e 5)
- Korn – produzione (tracce 3 e 5)
- Josh Abraham – produzione (traccia 4)